# フクバラハップ

フクバラハップの旗

フクバラハップ（Hukbalahap）は、フィリピン共産党の指導の下、第二次世界大戦中にフィリピンで結成された抗日組織である。フクバラハップとは、タガログ語の「フクボン・バヤン・ラバン・サ・マガ・ハポン」（Hukbong Bayan Laban sa mga Hapon）、つまり抗日人民軍の略である。日本ではしばしばフク団（Huks）の略称で呼ばれる。

## 日本軍との戦い
1942年2月6日、日本軍占領下のフィリピンで、農民運動を母体にルソン島の山村でルイス・タルクをリーダーとして結成された。
フクバラハップはパンパンガ・タルラック・ヌエヴァ・エシハ各州の貧農を主な構成員としていたが、5管区から成る軍隊組織や軍事学校をも有しており、日本軍の追放や地主階級の打倒を目的として、日本陸軍を相手に巧妙なゲリラ戦を展開した（住民も住居や食糧を提供するなどしてその活動を支援した）。これに対し日本軍は爆撃などによる大規模な攻撃を再三行うなど苛烈な報復を繰り返したがその勢力を一掃することはできず、フィリピン占領期間中、日本軍は一貫してフクバラハップに苦しめられた。

## 米軍との共闘と裏切り
一方、太平洋戦争において当初は劣勢であった米軍も、1944年10月20日のレイテ島上陸を皮切りに猛烈な勢いでフィリピン再占領を進め、1945年2月に首都マニラを奪還、同月27日にコモンウェルス政府を復活させ、ここにフィリピン奪還に成功した。この際に抗日ゲリラ組織は重要な役割を果たしたが、その中心にはフクバラハップがあった。米軍とフクバラハップとの間には、かつて米極東軍ユサッフェ・ゲリラと地下で連絡を取り合って対日協力がなされ、対日作戦において両者には役割分担がなされるなど、極めて緊密な関係があった。
ところがアメリカは、「米軍によるフィリピン解放」の既成事実を作り戦後の米軍の権益を確保するため、また抗日ゲリラ活動に農地改革活動を結合していたフクバラハップの共産主義的性格を恐れたため、フクバラハップの武装解除および幹部の逮捕など、最終的にはフクバラハップの活動への弾圧を行った。この弾圧は、後の冷戦期に至るまで続くこととなった。

## 戦後のあゆみ
第二次世界大戦後、「冷戦」が始まり、東南アジアにおける共産主義の拡大を恐れたアメリカは、フィリピン共産党を核とするフクバラハップに対しても弾圧を強めた。同時に戦時中、日本軍政に協力的だったフィリピン有産階級を新共和国政界に復帰させるなど、反共主義的政策を採った。
こうしてフクバラハップは一時解散されたが、小作料値下げなどの土地改革をめざす農民運動が政府による弾圧を受けたため1947年に再建され、武力抗争を継続した。同年の選挙でタルクらフクバラハップの指導者達は民主同盟（DA）から立候補し、正当に当選を果たしたが、議会制度へのフクバラハップの参加を恐れた議会の保守的な大地主達が議席を剥奪してしまった。そのためフクバラハップは蜂起、その勢いはほとんど共和国政府を転覆するまでとなり、親ソ共産国家樹立も間近かと思われるほどであった。
1948年、キリノ大統領によって和平交渉が試みられたが、武器引き渡しの条件などで意見が一致せず決裂。1950年にはフィリピン人民解放軍（フクボン＝マパグパラヤ＝ナン＝バヤン、'Hukbong Mapagpalaya ng Bayan'略称HMB）と改称し、勢力は正規軍3万人・後備隊25万人に達していた。しかし1951年以降、ラモン・マグサイサイの指揮による政府軍の攻撃を受け弱体化、マグサイサイはルソン島中部で共産党政治局員のほとんどを逮捕し、フクバラハップ叛乱の根幹を抑えてしまった（この功績によって評判を上げたマグサイサイは、1953年の選挙で大統領に当選している）。1954年には指導者のタルクも政府に降伏した。以降、フクバラハップは衰退の一途をたどり、1950年代にはほぼ完全に鎮圧された。